# Arnoldus Bloemers

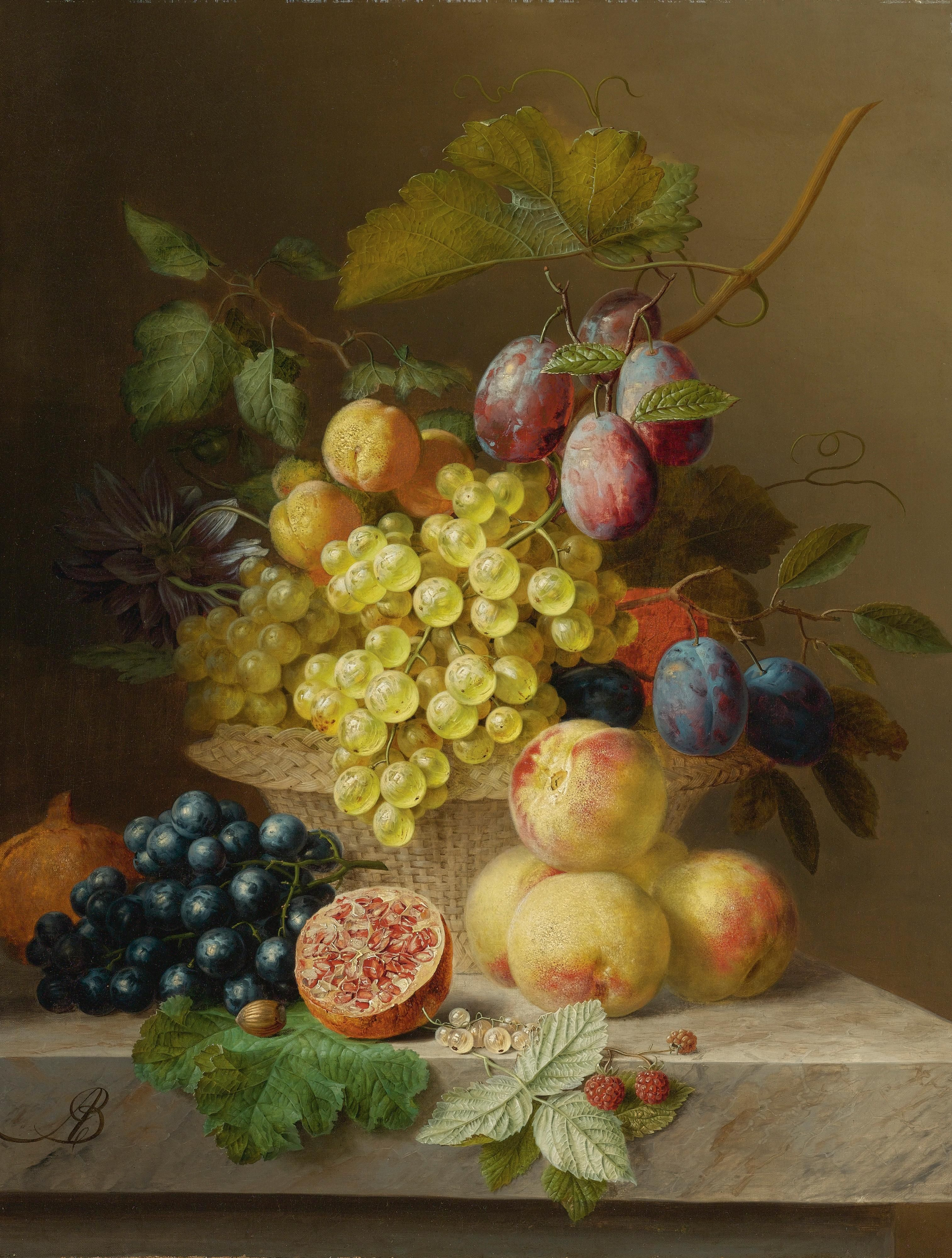
Früchtestillleben

Arnoldus Bloemers (* 12. März 1785 in Amsterdam; † 11. April 1844 in Nieuwer-Amstel) war ein niederländischer Blumenmaler.
Bloemers war Schüler von Antoni Piera (1756–1838).
Er lebte und arbeitete in Amsterdam bis 1842, ab 1843 in Nieuwer-Amstel. Bloemers malte Stillleben mit Blumen und Früchten im Stil von Jan van Huysum.
Er war Mitglied der Koninklijke Akademie van Beeldende Kunsten in Amsterdam und der Gesellschaft „Arti Sacrum“ in Rotterdam. Er unterrichtete  Gabriël Henriques de Castro (1808–1853).
Er nahm an Ausstellungen in Haarlem im Jahre 1825 und in Amsterdam, Den Haag und Rotterdam von 1818 bis 1843 teil.